# Klausberg (Lochau)
Der Klausberg zwischen Bregenz und Lochau (auf Lochauer Gemeindegebiet) ist eine von mehreren Erhebung aus dem Pfänderstock heraus, die durch die geographisch gebildete Engstelle (Klause) zum Bodensee hin und damit als Schutz für die Stadt Bregenz militärische Bedeutung erlangte. Die Erhebung war bis 1681 Eigentum des Staates.
Über den Klausberg führt der unscheinbare Klauspass (früher auch: Claus Paß), an dem der Klausturm steht.

## Name
Der Name des Klausberg stammt von der hier gelegenen geographischen Engstelle (Klause), die der Klausberg zu einem Teil des östlichen Bodenseeufers hin bildet. An dieser Engstelle befanden sich mehrere militärische Sperrwerke, um Vorarlberg vor den Einfällen von Truppen aus dem schwäbischen, bayrischen und württembergischen Raum zu schützen.

## Geschichte
Im Zuge des Dreißigjährigen Kriegs (1618–1648) wurde ab 1630, als unmittelbare Kriegsgefahr durch anrückende Schweden auch bei Lochau und Bregenz bestand, am Fuße des Klausbergs eine neue Abwehrstellung („Unoth“ genannt) gebaut. Im Zuge der Wiedererrichtung der befestigten Werke am Klausberg, wurden auch wesentliche Teile des staatlichen Waldes am Klausberg gerodet. 1681 wurde dieses Gelände, das inzwischen mit Gestrüpp wieder verwachsen war, von der Hofkammer an die Stadt Bregenz verkauft. Diese wiederum veräußerte einzelne Parzellen an interessierte Bürger und es wurden hier nun Weinberge an Teilen des Klausbergs angelegt. 1730 verständigt sich dann der Landammann des Gericht Hofrieden mit dem Rat der Stadt Bregenz über die Besteuerung der Eigentümer dieser Grundstücke am Klausberg. Mit der Aufhebung des Klosters Mehrerau im Zuge der Säkularisierung durch die Bayern, denen Tirol und Vorarlberg 1806 durch den Frieden von Preßburg zugesprochen wurde, wurde die Klausmühle und auch diese Weinberge (Prälatenberg) frei und an Private verkauft.
Eine wesentliche Änderung am Klausberg gab es 1831/1832 mit der Verlegung der Straße an das Bodenseeufer, wo sie noch heute verläuft. Diese Straße von Lochau bis nach Bregenz wurde dann bis 1836 im Wesentlichen fertig ausgebaut.
Optisch wird der Klausberg vom Klausturm und der Villa Gravenreuth beherrscht.